# Mesarmadillo chappuisi
Mesarmadillo chappuisi är en kräftdjursart som beskrevs av Paulian de Felice 1945. Mesarmadillo chappuisi ingår i släktet Mesarmadillo och familjen Eubelidae. Inga underarter finns listade i Catalogue of Life.